# テン (競馬)
競馬におけるテンとは、「最初」「真っ先」という意味の語である。「テン乗り」や「テンの3ハロン」、「テンが速い」などと使われる。

## 概要

### 「テン乗り」
テン乗りとは、特定の馬に特定の騎手がレースで初めて騎乗することである。主戦騎手とは逆の意味合いを持つ。例えば、エイシンデピュティは2008年の宝塚記念で内田博幸が騎乗しているが（結果は1着）、前走金鯱賞は岩田康誠が騎乗しており（結果は1着）、宝塚記念において内田博幸はエイシンデピュティに初めて騎乗したため、この場合テン乗りとなる。テン乗りは騎手の乗り替わりの際に発生し、馬の成績に関わることも少なくない。反面、東信二のように大一番での乗り替わりを得意とした「代打男」もいる。

### レースにおける「テン」
その他の用法は多様であり、例えば「テンの3ハロン」は、スタートしてから最初の3ハロン（=約600m）を表す。「上がり3ハロン」とは逆である。また「テンが速い」といえばスタート直後のスピード、すなわち「テンの脚」（「テンの速さ」）が速いという意味である。一般的にテンが速い馬は逃げの戦法において有利である。「テンから追う」といえばスタート直後から追っていくこと（騎手が手綱を前後させ加速させること）である。このように、レースにおいてのテンは特に「スタートから」という意味を持っている。